# 정선공주
정선공주(貞善公主, 1404년 ~ 1424년 3월 5일(음력 1월 25일))는 조선의 공주이며, 태종의 4녀이자 적4녀이다. 어머니는 원경왕후이다. 세조 시대의 장군인 남이는 정선공주의 손자이다. 또한 신사임당의 외고조모이기도 하다.

## 생애
1404년(태종 4년), 태종과 원경왕후의 막내딸로 태어났다. 1416년(태종 16년) 2월 2일, 우의정 남재(南在)의 손자인 의산군(宜山君) 남휘(南暉)에게 출가하여 1남 1녀를 두었다.
1424년(세종 6년) 1월 25일, 21세로 죽었다. 세종은 누이동생의 죽음을 슬퍼하며 다음과 같이 사제문을 내렸다.
| “ | 왕은 말하노라. 죽을 때가 되어서 죽게 되는 것은 비록 기수(氣數)에 관계된다 하나, 동기되는 마음은 유명이 다를지라도 간격은 있을 수 없도다. 오직 너 공주는 성품이 정숙(靜淑)하고 곧으며, 행실은 공손하고 착하였다. 중곤(中壼)에 있을 때로부터 극진한 효성이 숙성하였고, 집을 가지기에 이르러서 근검함이 더욱 나타났다. 바로 규문(閨門)의 화목함을 이루었고, 이로써 척리(戚里)의 규범을 보여 주었다. 이러므로 소고(昭考)께서도 특히 종정(鐘情)하셨고, 나도 두터이 권애(眷愛)하였다. 바야흐로 길이 수하기를 기대하여 함께 안락한 영화를 누리고자 하였더니, 어찌 뜻했으랴, 젊은 나이에 우연히 병에 걸려서 백약이 무효하여 세상을 떠났으니, 길이 수족(手足)이 이지러짐을 생각하니, 어찌 심간(心肝)을 베어내는 듯한 아픔을 이기리오. 하물며 부왕의 상복도 끝나기 전에 또 체(棣)나무가 꺾어졌다. 고요히 생각하여 보니 어찌 이렇게 서러울 수가 있는가. 어린 아이가 있으나 급작히 믿고 의지할 곳을 잃었도다. 슬픔을 머금고서 말을 엮어 사관을 보내어 전(奠)을 드리노라. 슬프다. 살아서는 동기로서 항상 친애한 마음을 두터이 하였고, 죽어 가니 유명의 길이 다르므로 특히 조휼(弔恤)하는 전례를 더하노라. | ” |

## 가족 관계
- 아버지 : 태종(太宗, 1367 ~ 1422)
- 어머니 : 원경왕후 민씨(元敬王后 閔氏, 1365 ~ 1420)
  - 언니 : 정순공주(貞順公主, 1385 ~ 1460)
  - 언니 : 경정공주(慶貞公主, 1387 ~ 1455)
  - 언니 : 경안공주(慶安公主, 1393 ~ 1415)
  - 오빠 : 양녕대군(讓寧大君, 1394 ~ 1462)
  - 오빠 : 효령대군(孝寧大君, 1396 ~ 1486)
  - 오빠 : 세종(世宗, 1397 ~ 1450)
  - 남동생 : 성녕대군(誠寧大君, 1405 ~ 1418)
- 부마 : 의산군 남휘(宜山君 南暉, ? ~ 1454)
  - 장남 : 남빈(南份, 1421 ~ ?)
  - 며느리 : 홍여공(洪汝恭)의 딸 남양 홍씨(南陽 洪氏, 1421 ~ ?)
    - 손자 : 의산군 충무공 남이(宜山君 忠武公 南怡, 1443 ∼ 1468)

  - 장녀 : 평산 신씨 대사성(大司成) 신자승(申自繩)의 처 
    - 외손자 : 신숙근(申叔根)
    - 외손자 : 신숙정(申叔楨)
    - 외손자 : 신숙권(申叔權)[2]
    - 외손자 : 신숙회(申叔檜)
    - 외손자 : 신숙빈(申叔彬)
    - 외손자 : 신숙모(申叔模)
    - 외손자 : 신숙완(申叔梡)
    - 외손자 : 신숙지(申叔枝)
    - 외손녀 : 김석조(金錫祚)의 처
    - 외손녀 : 전의 이씨 이부(李敷)의 처
    - 외손녀 : 선산 곽씨 곽근(郭垠)의 처
    - 외손녀 : 함열 남궁씨 남궁찬(南宮璨)의 처

## 참고 자료
- 정선공주 - 한국학중앙연구원